# Kingsley (Iowa)
Kingsley és una població dels Estats Units a l'estat d'Iowa. Segons el cens del 2000 tenia 1.245 habitants.

## Demografia
Segons el cens del 2000, Kingsley tenia 1.245 habitants, 524 habitatges, i 344 famílies. La densitat de població era de 300,4 habitants/km².
Dels 524 habitatges en un 28,6% hi vivien nens de menys de 18 anys, en un 57,8% hi vivien parelles casades, en un 6,3% dones solteres, i en un 34,2% no eren unitats familiars. En el 32,8% dels habitatges hi vivien persones soles el 20,6% de les quals corresponia a persones de 65 anys o més que vivien soles. El nombre mitjà de persones vivint en cada habitatge era de 2,3 i el nombre mitjà de persones que vivien en cada família era de 2,92.
Per edats la població es repartia de la següent manera: un 24,7% tenia menys de 18 anys, un 6,3% entre 18 i 24, un 22,5% entre 25 i 44, un 19,6% de 45 a 60 i un 26,8% 65 anys o més.
L'edat mediana era de 42 anys. Per cada 100 dones de 18 o més anys hi havia 81,6 homes.
La renda mediana per habitatge era de 34.697 $ i la renda mediana per família de 41.513 $. Els homes tenien una renda mediana de 33.750 $ mentre que les dones 24.844 $. La renda per capita de la població era de 19.052 $. Entorn del 4,4% de les famílies i el 6,9% de la població estaven per davall del llindar de pobresa.

## Poblacions més properes
El següent diagrama mostra les poblacions més properes.